# Генк Філіппі Райан
Генк Філіппі Райан (англ. Hank Phillippi Ryan, народжена Гаррієт Енн Саблоскі, англ. Harriet Ann Sablosky) — американська журналістка-розслідувач новинного каналу 7 місцевого телебачення в Бостоні, штат Массачусетс, письменниця детективного жанру.

## Біографія
Є уродженкою Індіанаполіса, штат Індіана. Відвідувала Західний жіночий коледж в Оксфорді, штат Огайо, і навчалася в Міжнародній школі в Гамбурзі, Німеччина.
Її першою роботою в телерадіомовленні було репортерство в 1971 році на радіо WIBC, а потім, працювала помічником законодавця у Вашингтоні, округ Колумбія, у підкомітеті з питань адміністративної практики та процедур юридичного комітету Сенату, вона згодом стала помічником редактора у вашингтонському бюро Rolling Stone.
Вона приєдналася до WTHR-TV в Індіанаполісі як політичний репортер у 1975 році, а потім до WSB-TV в Атланті в 1976 році також як політичний репортер і ведуча новин. Райан приєдналася до WNEV-TV у 1983 році як репортер загальних новин, а в 1989 році її призначили головним репортером відділу розслідувань. Райан отримала кілька нагород «Еммі» та нагороди Едварда Р. Марроу (Edward R. Murrow Award) за розслідування та репортажі. Результатом її репортерської роботи стали нові закони, людей відправляли до в'язниць, будинки зняли з-під стягнення, а жертвам і споживачам відшкодували мільйони доларів. Вона отримала нагороду Едварда Р. Марроу, свою 10-ту, за серію розслідувань «Причини для тривоги», в якій розкрила небезпеки обладнання в пожежних частинах Массачусетсу. Ця серія також отримала перше місце у всесвітньому конкурсі від Міжнародної асоціації пожежників.
Райан отримала кілька премій за свою кримінальну літературу, зокрема «Агати», «Ентоні», «Мекавіті», а за роман «Інша жінка» — премію Мері Хіггінс Кларк.
Райан була почесною гостею у 2019 році на Бучерконі, всесвітньому конгресі таємниць.
Райан живе зі своїм чоловіком, адвокатом із захисту громадянських прав і кримінальних справ Джонатаном Шапіро, у передмісті Бостона. Хоча в дитинстві в сім'ї її називали «Енн» або «Енні», друг по коледжу дав їй своє фірмове прізвисько «Генк», сказавши: «Ти не схожа на Гаррієт. Я буду називати тебе „Генк“».

## Твори

### Романи з Шарлотт Макнеллі
- Prime Time (Прайм-тайм) (2007) (отримав премію Агати)
- Face Time (Фейс-тайм) (2007)
- Air Time (Ейр-тайм) (2009)
- Drive Time (Драйв-тайм) (2009)

### Романи із Джейн Ріланд
- The Other Woman (Інша жінка) (2012) (отримав нагороду Мері Хіггінс Кларк)
- The Wrong Girl (Неправильна дівчина) (2013) (отримав премію Агати та Дафни Дю Морьє)
- Truth Be Told (Чесно кажучи) (2014) (отримав премію Агати)
- What You See (Що ти бачиш) (2015)
- Say No More (Ні слова більше) (2016)

### Інші романи
- Trust Me (Повір мені) (2018)
- The Murder List (Список вбивств) (2019)
- The First to Lie (Вперше збрехати) (2020)
- Her Perfect Life (Її досконале життя) (2021)